# 当周街道
当周街道，是中华人民共和国甘肃省甘南藏族自治州合作市下辖的一个乡镇级行政单位。

## 行政区划
当周街道下辖以下地区：
知合玛社区、卓尼路社区和南木娄村。